# المغاربة في السنغال
المغاربة في السنغال هم المغاربة الذين يقيمون في السنغال إما للعمل أو للدراسة، وقد إزداد عدد المغاربة المقيمين بالسنغال، بفعل زيارات ملوك المغرب المتعاقبة إلى السنغال وكذلك رؤساء السنغال على المغرب، والعدد المهم من اتفاقيات التعاون التي تربط بين البلدين في مختلف المجالات دون أن ننسى الارتباط الروحي من خلال الطرق الصوفية وعلى رأسها الطريقة التيجانية.
ومن بين مظاهر التمازج بين المغاربة والسنغاليين والمتواصلة إلى اليوم هو العدد المهم من العائلات السنغالية التي تحمل أسماء مغربية وكذا الشخصيات المغربية المزدادة بالسنغال مما يدل على أن العلاقات تتجاوز الشق الاقتصادي والتجاري إلى الشق الإنساني لدرجة الانصهار بين الثقافتين.
يتواجد المغاربة بعدة مدن في السنغال، خصوصاً بالعاصمة داكار وسانت لويس وتيس، وقد إندمجوا بسهولة في المجتمع السنغالي لعدة عوامل أولها أن الإسلام هو الدين الرسمي في السنغال، وثانياً لكون اللغة الرسمية هي الفرنسية، والتي يستطيع الكثير من المغاربة التحدث بها.

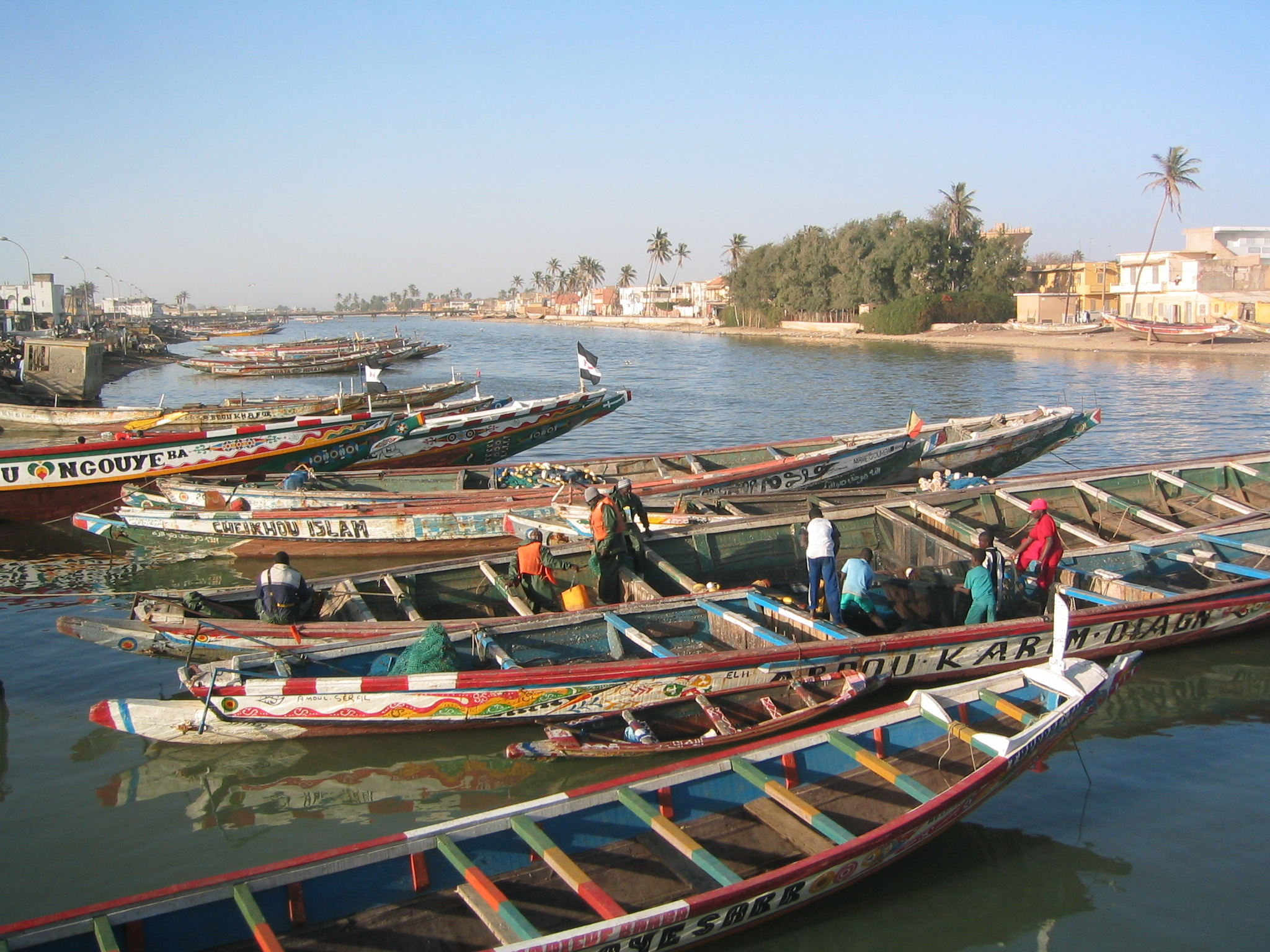
سانت لويس (السنغال)

## تاريخ
كانت التجارة بإفريقيا تستهوي العديد من المغاربة، خصوصاً التجار الفاسيين، وتعتبر السنغال بمثابة البلد الأول الذي عرف هجرة مبكرة خلال المنتصف الثاني من القرن 19م، بينما الهجرة نحو ساحل العاج فتعود إلى منتصف القرن 20م، وقد كانت الهجرة نحو السنغال يفسرها العامل التجاري والديني، أما الهجرة نحو ساحل العاج فكانت مرتبطة بالعامل الإقتصادي، وقد كانت مدينة سانت لويس بالسنغال بمثابة المحطة الأولى التي جلبت التجار الفاسيين. ويوجد تضارب بين المصادر التاريخية حول من هم أوائل الفاسيين الذين وصلوا إلى سانت لويس، حيث يشير لوي بانل أنه أثناء إقامته في سانت لويس سنة 1850م تعرف على مغربي من مدينة فاس إسمه الحاج عبد السلام، وأن هذا الأخير كان قد هاجر إلى سانت لويس قبل ذلك بسنتين أو ثلاث، أما بواهين فيشير في كتابه «التاريخ العام لإفريقيا» إلى أن أوائل المغاربة وصلوا إلى السنغال خلال السبعينيات من القرن 19م حيث إستقروا بسانت لويس، في حين أن الدكتور دانفريفيل والذي كتب تقريراً عن الجالية المغربية بسانت لويس سنة 1905م، وإستناداً إلى دراسة ميدانية يحدد سنة 1880م كتاريخ بداية الهجرة المغربية إلى سانت لويس ويعطي اسم مولاي علي الكثيري الذي كان قد هاجر من مدينة فاس كأول مغربي وصل إلى السنغال.
في سنة 1905م، كان نصف المحلات التجارية التي يمتلكها المغاربة بالسنغال توجد بسانت لويس، وقد كان التجار الفاسيون يتاجرون في اللباس المغربي التقليدي بكافة أنواعه، وبجانب هذا اللباس كانت تصل منتوجات أخرى مثل النسيج الأوروبي، الكتب الدينية، العطور، البخور، والحلي. وقد كانت القوافل القادمة من تافيلالت وكلميم أو فاس تتجه إلى تمبكتو حيث تقوم بتسويق جل سلعها، ومن هنا كان بعض التجار السينغاليين والسودانيين والمغاربة يقومون بنقلها إلى السنغال، إلا أنه منذ ثمانينيات القرن 19م، بدأ بعض التجار يأخذون هذه السلع مباشرة من فاس مستعملين في ذلك الطريق البحري. وقد إنتقل التجار المغاربة من سانت لويس إلى داكار خصوصاً بعد إغلاق نهر السنغال في وجه الملاحة البحرية، وهو الأمر الذي أدى إلى إنهيار شبه كامل لإقتصاد سانت لويس. أما اليوم فيزاول العديد من المغاربة مهنة التجارة في شارع محمد الخامس بالعاصمة السنغالية داكار، ويضم هذا الشارع محلات في ملكية التجار المغاربة.

## الطلبة
غالبية الطلبة المغاربة في السنغال، يدرسون الطب والصيدلة وطب الأسنان، ويبلغ عددهم حوالي 1000 طالب وطالبة، ويتوفرون على جمعية تحمل اسم «جمعية الطلبة المغاربة بالسنغال».

## وصلات خارجية
- جمعية الطلبة المغاربة بالسنغال